# Croton herzogianus
Espèce
Croton herzogianus est une espèce de plantes à fleurs du genre Croton et de la famille des Euphorbiaceae, présente en Bolivie.
Il a pour synonyme :
- Julocroton herzogianus, Pax & K.Hoffm.